# یاکوب گوندرشن
یاکوب گوندرشن (نروژی: Jacob Gundersen; ۲۹ اکتبر ۱۸۷۵ – ۱ ژانویهٔ ۱۹۶۸) کشتی‌گیر اهل نروژ بود.